# 308 (عدد)
308 هو عدد صحيح، يلي العدد 307 وويسبق العدد 309.

## في الرياضيات

### خصائص
- عدد طبيعي.[3]
- عدد زوجي.[4][5]
- عدد موجب،[6] السالب منه هو -308.[7]

## في التاريخ
- 308 هـ هي سنة في التقويم الهجري.
- هي سنة 308 م في التقويم الميلادي.

## وصلات خارجية
الأعداد الصاتمة، ديوان اللغة العربية.